# Igor Kostin
Ígor Fiódorovich Kostin (27 de diciembre de 1936 – 9 de junio de 2015) fue un fotógrafo de origen moldavo.
Nace el 27 de diciembre de  1936 (88 años) en Besarabia, Gran Rumanía (actual Moldavia), tres años antes de que su padre, Fiódor Kostin, de profesión economista, fuera enviado al frente después de que la Gran Rumanía, en virtud del pacto Mólotov-Ribbentrop fuera obligada a ceder Besarabia, que en aquel entonces era parte de la recién creada República de Moldavia, a la URSS. Kostin falleció el 9 de junio de 2015.
En 1940, la región de Chisináu (Kishiniov, en ruso) fue anexada a la URSS (véase Ocupación soviética de Besarabia y el norte de Bucovina) y muchos hombres fueron movilizados por el Ejército Rojo, entre ellos su padre. Obligados por la falta de dinero, Kostin y su madre se mudan a una típica pequeña casa moldava heredada por su madre a las afueras de la ciudad. Kostin pasó ahí treinta y dos años de su vida. La guerra no había traído más que hambre. Ígor Kostin sobrevivía el día a día buscando restos en la basura que su madre después cocía para matar los microbios. Otro alimento de sustento, el único que estaba al alcance de su madre era la grasa de pescado, grasa que los soldados alemanes utilizaban para engrasar sus botas. Las cosas mejoraron y su madre empezó a cocinar borsch y mamaliga, sopa de col y tortas de harina de maíz, que vendía en el mercado. Los alrededores de Kishiniov se llenaron de campos de concentración construidos por los alemanes. Con la esperanza de poder encontrar a su marido, la madre de Kostin empezó a preparar cubos de borsch y llevarlos a los prisioneros soviéticos a escondidas. Tiempo después recibirían la noticia oficial de que su padre había muerto en un bombardeo.
El ejército soviético se aproximó a Kishiniov y, con él, los bombardeos por parte de sus aviones. Un obús casi acaba con sus vidas al atravesar la casa. 

Esperamos, mucho tiempo, entre el estrépito de los obuses. Mi madre estaba convencida de que moriría, pero solo pensaba en mí.
Ígor Fiódorovich Kostin (1936 - ), Chernóbil confesiones de un reportero,p. 227

Un soldado alemán les ayudó escondiéndolos en un coche blindado, donde esperaron hasta que los bombardeos cesaron. 
Con la llegada de los soviéticos la hambruna no desapareció, todo lo contrario. 

Buscábamos botas militares viejas aún impregnadas de grasa de pescado y nos las comíamos.
Ígor Fiódorovich Kostin (1936 - ), Chernóbil confesiones de un reportero,p. 228

La suerte les sonrió cuando su madre montó un pequeño negocio ilícito, cosa que estaba completamente prohibida por el gobierno soviético. Con la llegada de la URSS a Moldavia los "privilegiados", aquellos que disponían de una cantidad de bienes superior a la establecida por el gobierno, eran enviados fuera, muchos acabando en Siberia. La única preocupación de Ígor Kostin y de su madre era la de sobrevivir el día a día. Acabó convirtiéndose en un pequeño delincuente para poder sobrevivir.

Cuando veíamos como vivía la gente en el extranjero, no nos lo podíamos creer. Para nosotros era simplemente inimaginable.
Ígor Fiódorovich Kostin (1936 - ), Chernóbil confesiones de un reportero,p. 228

Cuando tuvo la edad, fue reclamado para el servicio militar. En los siguientes tres años Ígor Kostin aprendió a valorar la vida y el esfuerzo que cuesta ganarse un trozo de pan. Hizo el servicio como zapador, el encargado de poner y levantar minas, el que siempre va delante del pelotón. Después de la Segunda Guerra Mundial vino la Guerra Fría. Un día Ígor Kostin y su regimiento fueron llevados a la frontera, una frontera que ellos desconocían. Fueron obligados a cavar trincheras durante horas con el pretexto de que los enemigos se iban acercando. Kostin se vio obligado por un oficial a cavar más trincheras a altas horas de la noche, mientras los demás dormían. 

Me dormía de pie. Clavaba la pala en la tierra argilosa, hacía una almohada con mis brazos y ponía la cabeza encima. Dormía de cinco a diez minutos, de pie. Mis manos sangraban.
Ígor Fiódorovich Kostin (1936 - ), Chernóbil confesiones de un reportero,p230

Aquella alerta será algo que Kostin nunca sabrá si fue real o un simple ejercicio. Durante su servicio no fue un militar ejemplar, todo lo contrario. Su carácter le supuso siete meses de calabozo, por lo tanto siete meses más de servicio. Pero Kostin siempre destacó por su personalidad emprendedora y, gracias a eso y a que se le daba bien dibujar, los altos oficiales le propusieron preparar la "sala Lenin", sala donde se preparaban todas las reuniones  y ceremonias políticas, y transformarla en la mejor de todas. Así lo hizo y los siete meses se convirtieron en cero.
De vuelta al mundo civil, Ígor Kostin decidió dedicarse a lo que mejor se le daba, el deporte. Durante diez años jugó en el equipo regional de voleibol, desde donde llegó a la selección Moldavia y después al equipo de la URSS. 
Al dejar el deporte, la suerte le sonrió y se encontró con un hombre que quiso darle la mano de su hija. Esto suponía quedarse en su casa y trabajar para él. Ígor Kostin aceptó y así empezó una nueva etapa en su vida, una etapa en la que se dedicaría a subir peldaños en el mundo de la industria. Al mismo tiempo estudiaba en el Instituto de Agronomía de Kishiniov. Se le ofreció trabajar para Kiev Proekt, una empresa de construcción de renombre en la URSS. Esta fue una etapa muy corta ya que, debido a las normas de aprobación de proyectos que el gobierno soviético tenía implementadas, a Kostin se le hizo imposible llevar a cabo sus tareas tal y como él deseaba. 
Al dejar esta parte de su vida atrás, fijó su mirada en la fotografía. Empezó a hacer retratos, sobre todo de su mujer, mientras seguía trabajando como ingeniero. Ganó su primer premio con uno de estos retratos. Fue contratado como fotógrafo freelance por la televisión local y poco después se le permitió preparar un programa mensual en el que entrevistaba a fotógrafos de todo el mundo. De la noche a la mañana el programa se dejó de emitir. Con la intención de seguir, Kostin se fue a Nóvosti, la agencia de noticias de Kiev. Fue rechazado al ser considerado solo un fotógrafo amateur. 
Convertirse en profesional tuvo un coste, Kostin dejó el trabajo de ingeniero junto a su mujer y la casa donde vivía. Pasó una temporada viviendo en la calle. Tardó cinco años en aprender su profesión hasta que se convirtió reportero de guerra y fue enviado a Vietnam y a Afganistán.
Ígor Kostin es conocido mundialmente por ser el primer y único fotógrafo que tomó fotos del reactor afectado el mismo día del accidente de Chernóbil. El obtuvo la única foto no velada por la radiactividad de todas las que tomó. Dicha foto fue publicada mundialmente, consiguiendo burlar la férrea censura de la URSS, aunque algún tiempo después del suceso. Posteriormente, Kostin realizó diversos viajes a la Zona de exclusión y a las zonas más expuestas intentando mostrar los horrores derivados directamente de dicho accidente y, a consecuencia de los cuales él mismo se vio afectado por la radioactividad. Tuvo que ser tratado en diversas ocasiones en diferentes hospitales en Kiev, Moscú e Hiroshima. 

Durante mi vida he hecho muchos reportajes fotográficos, pero es Chernóbil el que ha cambiado mi vida, el que ha hecho de mi otra persona.
Ígor Fiódorovich Kostin (1936 - ), Chernóbil confesiones de un reportero,p236

En 1987 fue premiado con el World Press Photo. En sus últimos años, residió en Kiev, junto a su esposa Alla Kóstina, y su hija, hasta su muerte el 9 de junio de 2015 debido a un accidente de tráfico en la misma ciudad.